# Европейска централна банка
Европейската централна банка (съкратено ЕЦБ) е централната банка на държавите от еврозоната.
Банката е базирана във Франкфурт, най-големия финансов център в еврозоната. Това е определено от Амстердамския договор.
ЕЦБ емитира единната европейска валута – еврото; следи за нормалното функциониране на платежните системи; осъществява паричната политика на Европейския съюз (ЕС) и има правомощия независимо да взема решения относно тази политика; осъществява валутните операции на държавите членки в съюза и извън него.

## Характеристика
Европейската централна банка е една от седемте институции на Европейския съюз, описана в Договора на Европейския съюз. Европейската централна банка е централната банка за 19-те страни членки на еврозоната. Европейската централна банка е една от най-значимите в света.
Капиталът на банката се притежава от централните банки на 27-те държави членки на Европейския съюз. Европейската централна банка е основана през 1998 г. с подписването на Договора от Амстердам.
Основната цел на Европейската централна банка, според Устава на ЕЦБ, е да поддържа ценовата стабилност в еврозоната. Това се различава от потискането на инфлацията и предотвратяването на дефлацията, които не са описани в Устава. Сред целите на ЕЦБ е стабилността на европейската икономика, предотвратяването на рискове и щети от инфлация и стабилност на пазара и цените.
Освен поддържането на ценова стабилност, Европейската централна банка има изключителното правомощие да печата евробанкноти. Държавите от еврозоната имат право да секат монети, само след одобрение от ЕЦБ.
През май 2010 г. 28-те члена на Европейския съюз решиха да създадат Европейския фонд за финансова стабилност. Целта на ЕФФС е да осигури финансова стабилност в Европа чрез предоставяне на финансова помощ на страните членки на еврозоната.
Сред другите функции на Европейската централна банка е сътрудничеството с Европейския съюз и други международни партньори. ЕЦБ следи за финансовата стабилност на системата и също така надзирава банковия сектор. Пример за това може да бъде интервенцията по време на кризата на имотния пазар, когато Банката даде милиарди евро заеми на банките, за да стабилизира финансовата система.
Въпреки че Европейската централна банка се ръководи от европейските закони, а не от корпоративни закони, структурата ѝ наподобява тази на корпорация, където банката има капиталовложители и капитал. Капиталът на банката е 5 милиарда евро, който се държи от централните банки на държавите членки.
Собствениците и акционерите на Европейската централна банка са централните банки 28-те държави членки на ЕС. ЕЦБ не трябва да бъде бъркана с Европейската инвестиционна банка, която се притежава от членовете на ЕС.

## История
Европейската централна банка е фактическият наследник на Европейския паричен институт (ЕПИ). ЕПИ е създаден по време на старта на втория етап на Икономическия и паричен съюз на Европейския съюз, като целта му е била да спомага за преминаването на европейските държави към еврото и да подготви създаването на Европейската централна банка (ЕЦБ) и Европейската система на централните банки (ЕСЦБ). От своя страна, Европейският паричен институт заема мястото на Европейския паричен кооперативен фонд.
Европейската централна банка заменя ЕПИ на 1 юни 1998 г. по силата на Договора от Маастрихт, но придобива реална власт на 1 януари 1999 г. с въвеждането на еврото. Със старта на функционирането на ЕЦБ започва и третият етап на Европейския паричен съюз.
Първият председател на Европейската централна банка е Вим Дуйзенберг, бивш президент на централната банка на Нидерландия и на Европейския паричен институт. Първоначално френското правителство е имало претенции председателят на ЕЦБ да бъде французин, тъй като централата на банката е базирана в Германия. Накрая е постигнато споразумение вторият председател на ЕЦБ да бъде Жан-Клод Трише, бивш управител на централната банка на Франция.
Създаването на ЕЦБ е било съпроводено и от други конфликти, като например желанието на Обединеното кралство да има място в Изпълнителния съвет, въпреки че не е част от единната валута.
По време на създаването на ЕЦБ членовете са наброявали 11. Оттогава насам са се присъединили: Гърция през 2001 г., Словения през 2007 г., Кипър и Малта през 2008 г., Словакия през 2009 г., Естония през 2011 г., Латвия през 2014 г. и Литва през 2015 г.
С влизането на сила на Лисабонския договор от 1 декември 2009 г. Европейската централна банка придобива официален статут на институция на Европейския съюз.

## Функции и цели
Основната цел на Европейската централна банка е поддържането на ценова стабилност в еврозоната. През октомври 1998 г. Управителният съвет определя ценовата стабилност като инфлацията под, но близо до 2% в средносрочен план и увеличение на хармонизирания индекс на потребителските цени до 2% на годишна база.
Сред приоритетите на ЕЦБ е определянето и налагането на паричната политика на еврозоната, осъществяването на операции с валута, грижата за резервите в чуждестранна валута на Европейската система на централните банки и подпомагането на функционирането на финансовите пазари.
Печатането на банкноти е една от другите основни функции на Европейската централна банка. Държавите членки могат да секат евромонети, но количеството им трябва да бъде предварително одобрено от ЕЦБ.
От ноември 2014 г. ЕЦБ поема нови задачи в областта на банковия надзор в рамките на единния надзорен механизъм (ЕНМ). Главните цели на ЕНМ са да гарантира сигурността и стабилността на европейската банкова система и да засили финансовата интеграция и стабилност в Европа. ЕЦБ отговаря за ефикасното и последователно функциониране на ЕНМ в сътрудничество с националните компетентни органи (НКО) на участващите държави от ЕС

## Организация
Служителите на банката са представители на всички държави членки на ЕС, но са независими в своите действия от своите правителства.
Управителните органи на ЕЦБ са:
- Изпълнителен съвет
- Управителен съвет
- Генерален съвет

### Изпълнителен съвет
Изпълнителният съвет е отговорен за прилагането на паричната политика, както и за всекидневните задачи на банката. Той може да издава решения до националните централни банки и също да упражнява правомощията, предоставени му от Управителния съвет. Изпълнителният съвет се състои от председателя на ЕЦБ (понастоящем – Марио Драги), заместник-председателя (понастоящем – Витор Констансио) и четирима други членове. Всички те се назначават на осемгодишен мандат, без право на подновяване. Изпълнителният съвет обикновено се събира всеки вторник. Всички негови членове се назначават от Европейския съвет, който взема решение с квалифицирано мнозинство.

### Управителен съвет
Управителният съвет е основният орган за вземане на решения в Евросистемата. Състои се от членовете на Изпълнителния съвет и от управителите на националните централни банки на държавите от Еврозоната. Обикновено Управителният съвет заседава 2 пъти месечно в сградата Eurotower във Франкфурт на Майн, Германия. На първото си заседание всеки месец Управителният съвет анализира икономическото развитие и паричната динамика и приема ежемесечните си решения, свързани с паричната политика. На второто си заседание Съветът обсъжда главно въпроси, засягащи други задачи и отговорности на ЕЦБ и Евросистемата. От януари 2015 г. се променя графикът на заседанията на Управителния съвет, свързани с паричната политика, и те ще се провеждат на всеки шест седмици. ЕЦБ също така ще публикува, считано от януари 2015 г., редовни съобщения за разискванията по паричната политика.

### Генерален съвет
Генералният съвет е органът, което се занимава с въпроси, свързани с преминаването към еврото. Генералният съвет ще продължи да съществува, докато всички държави членки на Европейския съюз не приемат еврото. Той се състои от председателя и заместник-председателя на ЕЦБ и всички управители на централните банки на държавите членки на ЕС. Генералният съвет на ЕЦБ също допринася за: консултативната дейност на ЕЦБ; събирането на статистическа информация; изготвянето на годишните доклади на ЕЦБ; установяването на необходимите правила за стандартизиране на счетоводството и отчетността на операциите, извършвани от НЦБ, и т.н.

### Акционери
Въпреки че ЕЦБ се ръководи от европейското право, а не от корпоративното, структурата ѝ наподобява тази на корпорация, поради факта, че ЕЦБ има акционери и капитал. Капиталът на ЕЦБ се образува от националните централни банки (НЦБ) на всички държави членки на ЕС и възлиза на 10 825 007 069,61 евро (към 1 януари 2015 г.). Първоначалното разпределение на капитала е определено през 1998 г. на база на населението и БВП на държавите членки, които са променливи. Дяловете на НЦБ в този капитал се изчисляват чрез алгоритъм, който отразява дела на съответната държава в общото население и в брутния вътрешен продукт на ЕС. Акциите на ЕЦБ не могат да бъдат разменяни и да бъдат ползвани като обезпечение.

## Председатели
| Име | Име            | Държава     | Предишни длъжности                                                                                                   | Заел поста     | Напуснал поста   | Портрет |
| --- | -------------- | ----------- | --- | -------------- | ---------------- | ------- |
| 1   | Вим Дуйзенберг | Нидерландия | Министър на финансите на Нидерландия Председател на Нидерландската банка Председател на Европейския паричен институт | 1 юни 1998     | 31 октомври 2003 |         |
| 2   | Жан-Клод Трише | Франция     | Член на Групата на тридесетте Управител на Френската банка                                                           | 1 ноември 2003 | 31 октомври 2011 |         |
| 3   | Марио Драги    | Италия      | Управляващ директор на Голдман Сакс Управител на Италианската банка                                                  | 1 ноември 2011 | 31 октомври 2019 |         |
| 4   | Кристин Лагард | Франция     | Управляващ директор на МВФ                                                                                           | 1 ноември 2019 |                  |         |

## Независимост
Политическа независимост
Независимостта на ЕЦБ играе важна роля в поддържането на ценова стабилност. По силата на договорите на Европейския съюз, националните институции, както и европейските такива са задължени да не взимат отношение по политиката провеждана от Европейската централна банка. За да се постигне по-добра отчетност на ЕЦБ, тя е задължена да публикува доклади за дейността си, както и да представя годишните доклади пред Европейския парламент, Европейската комисия и Съвета на Европейския съюз.
Финансова независимост
Европейската централна банка има свой собствен бюджет, което гарантира нейната независимост.
Председателят на ЕЦБ се избира с единодушие от 19-те държави от еврозоната за 8 години. Управителният съвет е основният орган за вземане на решения в ЕЦБ. Той се състои от шестимата членове на Изпълнителния съвет на ЕЦБ и управителите на националните централни банки на 19-те държави от еврозоната. Изпълнителният съвет се състои от председател, заместник-председател и четирима други членове. Генералния съвет е съставен от председателя и заместник-председателя на ЕЦБ, както и управителите на националните централни банки на 28-те държави членки на ЕС.